# Routes nationales touristiques de Norvège
Cette page est la liste des toutes les routes nationales touristiques de la Norvège. Ces 18 routes ont été sélectionnées par le Statens vegvesen (Administration Publique des Routes) pour leur cadre unique et pittoresque ainsi que leur potentiel touristique (aires de repos et panoramas notamment). Ces routes s'étendent sur 1 850 kilomètres et sont situées dans le Vestlandet, le Nord-Norge et le Sørlandet. Le but de ce projet est de faire croître le tourisme en Norvège, principalement dans les régions rurales où sont ces routes.
Le projet, démarré en 1994, ne comprenait initialement que quatre routes : Sognefjellsvegen, Gamle Strynefjellsveg, Hardanger et la route côtière de Helgeland. Elles furent désignées Routes Nationales Touristiques de Norvège en 1997. L'année suivante, le Storting décida d'étendre le projet à d'autres routes. La sélection se fit en 2004 sur une base de 52 routes couvrant 8 000 kilomètres, nommées par les municipalités. Le projet devait être finalisé en 2015, année où les routes seraient officiellement ouvertes comme Routes nationales touristiques. Les aménagements se sont faits à hauteur de 800 millions de couronnes norvégiennes (environ 100 millions €) et concernent la construction d'aires de repos, de parkings et panoramas. Selon le Statens vegvesen, le design permet une meilleure expérience touristique, c'est pourquoi la plupart des aires ont été réalisées par de jeunes architectes norvégiens, à l'exception d'une aire de la route Varanger, réalisée par l'artiste franco-américaine Louise Bourgeois et l'architecte Peter Zumthor. Des œuvres d'art ont également été exposées à certains endroits, dont une de l'artiste américain Mark Dion. En 2012, le magazine d'architecture Topos a décerné au projet un prix spécial pour l'importance qu'il accorde à l'architecture, en insistant sur l'initiative du secteur public vers un design esthétique. 
Deux routes font partie du Réseau routier européen : Lofoten emprunte la E10 et Varanger la E75. Les cols, comme ceux traversés par les routes Sognefjellsvegen, Valdresflye et Trollstigen, ferment en hiver. Certaines routes comportent des sections de ferry, comme Helgeland, par deux fois sur chacun de ses tronçons, Geiranger-Trollstigen, Ryfylke et Hardanger, par trois fois chacune. Les routes Andøya et Senja sont reliées entre elles par le ferry Andenes-Gryllefjord.

## Liste des routes
| Image | Nom                     | Itinéraire                                              | Comté(s)                  | Route(s)               | Longueur | Description | Refs   |
| ----- | ----------------------- | ------------------------------------------------------- | ------------------------- | ---------------------- | -------- | --- | ------ |
|       | Andøya                  | Åkneskrysset–Andenes                                    | Nordland                  | 974, 976, 82           | 51 km    | La route longe la côte ouest d'Andøya, l'île la plus septentrionale de l'archipel des Vesteralen, traversant des hameaux de pêcheurs séparés de plages découvertes de sable blanc. L'île abrite les plus grands marais de Norvège et on peut apercevoir des baleines, phoques et rochers où nichent des oiseaux dans la Mer de Norvège. La route est reliée a la Route Nationale Touristique de Senja par ferry. | [ 1 ]  |
|       | Route de l'Atlantique   | Kårvåg–Bud                                              | Møre og Romsdal           | 64, 242, 663, 235, 238 | 36 km    | De Kårvårg à Vevang, la Route de l'Atlantique est construite sur plusieurs petites îles découvertes ainsi que des récifs. Elle traverse huit ponts et emprunte plusieurs digues et viaducs. La route touristique continue jusqu'à Bud le long de la côte de Hustadvika - connue pour abriter de nombreuses épaves. | [ 2 ]  |
|       | Aurlandsfjellet         | Aurlandsvangen–Lærdalsøyri                              | Sogn og Fjordane          | 243                    | 47 km    | La traversée du plateau de Aurlandsfjellet propose une alternative au Tunnel de Lærdal. Ce plateau aride et montagneux offre une vue en plongée de 600 m sur le Aurlandsfjord. | [ 3 ]  |
|       | Gamle Strynefjellsvegen | Grotli–Ospeli                                           | Oppland, Sogn og Fjordane | 258                    | 27 km    | Ouverte en 1894, la route relie le village montagneux de Skjåk et le village de Stryn, situé au bord de l'Innvikfjord. Elle traverse des paysages glaciaires à l'Est et une topographie escarpée et accidentée à l'Ouest. Il est possible de skier dans la région, même en été, et la route n'est ouverte que de juin à octobre. | [ 4 ]  |
|       | Gaularfjellet           | Balestrand–Moskog                                       | Sogn og Fjordane          | 13, 55                 | 92 km    | La route, sur le plateau de Gaularfjellet, relie les districts de Sogn et de Sunnfjord. Partant de Sognefjord, elle passe le long de lacs, rapides et chutes d'eau, et alterne entre montagnes abruptes, bords de fjords et traversées de vallées abritées. | [ 5 ]  |
|       | Geiranger–Trollstigen   | Langevatn–Pont Sogge                                    | Møre og Romsdal           | 63                     | 104 km   | La route gravit le flanc de montagne en empruntant la Trollstigen et ses lacets avant de redescendre vers Geirangerfjord, classé au Patrimoine Mondial, puis suit le rivage du fjord jusqu'à Geiranger. | [ 6 ]  |
|       | Hardanger               | Halne–Steinsdalsfossen, Jondal–Utne, Kinsarvik–Tyssedal | Hordaland                 | 7, 550, 13             | 195 km   | La route consiste en trois sections dans le Royaume de Hardanger, qui alternent entre fjords, landes, flancs de montagnes et glaciers. Deux chutes d'eau remarquables à signaler : Vøringfossen et Steindalfossen. La région est marquée par le Nationalisme romantique norvégien, comme en témoignent les ventes d'artisanat traditionnel et de fruits en bord de route. | [ 7 ]  |
|       | Havøysund               | Russelv–Havøysund                                       | Finnmark                  | 889                    | 66 km    | La route traverse une zone désertique de l'Arctique encadrée par la mer d'un côté et des montagnes nues de l'autre. La zone est inhabitée, à l'exception du village de pêcheurs de Havøysund. | [ 8 ]  |
|       | Côte Nord du Helgeland  | Stokkvågen–Storvika                                     | Nordland                  | 17                     | 129 km   | Une alternative côtière à la route E6, elle traverse le Helgeland du nord au sud. Sur la mer se dressent 14 000 îles tandis que sur la côte se trouve le glacier Svartisen dont la langue glaciaire Engabreen descend des montagnes dans l'océan sur 1 200 m. Plus au nord on trouve le détroit de Saltstraumen, où les courants sont parmi les plus forts du monde. | [ 9 ]  |
|       | Côte Sud du Helgeland   | Holm–Alstahaug                                          | Nordland                  | 17                     | 97 km    | Cette alternative à la route E6 traverse un vaste archipel dont beaucoup d'îles sont accessibles par ferry et dont l'île principale est Vega, classée au Patrimoine Mondial. Le paysage regroupe des montagnes uniques telles que Torghatten, une montagne percée, et les Sept Sœurs de Alstahaug. | [ 10 ] |
|       | Jæren                   | Ogna–Bore                                               | Rogaland                  | 44, 507                | 41 km    | Bordant l'océan sur la côte de Jæren, cette route longe d'interminables plages de sable ainsi que des dunes. La plaine la plus vaste de Norvège est une région dominée par l'agriculture et un paysage culturel préservé. Plusieurs phares sont visibles sur la côte. | [ 11 ] |
|       | Lofoten                 | Fiskebøl–Å                                              | Nordland                  | E10, 82                | 164 km   | L'archipel des Lofoten combine haute mer, courants de bras de mer, plages de sable blanc et pics abrupts. Les hameaux de pêcheurs préservent non seulement une industrie active mais aussi un héritage culturel, comme les rorbus. | [ 12 ] |
|       | Rondane                 | Enden–Folldal                                           | Hedmark                   | 27                     | 48 km    | La route longe la bordure orientale du Parc National de Rondane, qui protège le massif de Rondane, et passe à l'Ouest d'un paysage culturel. Les montagnes sont arides et bien adaptées à la randonnée et aux excursions alpines, grâce notamment à de nombreux chemins balisés et cabanes. Les mines de Folldal sont situées au bord de la route. | [ 13 ] |
|       | Ryfylke                 | Oanes–Sauda–Horda                                       | Rogaland                  | 13, 46, 520            | 183 km   | Le Sud de Ryfylke est composé de paysages fertiles et de calmes îlots rocheux, qui contrastent avec les éboulements, falaises, fjords et montagnes du Nord. À cela s'ajoutent les fonderies de Sauda et les mines de zinc de Allmannajuvet. Preikestolen et Lysefjord sont très proches de la route. | [ 14 ] |
|       | Senja                   | Gryllefjord–Botnhamn                                    | Troms                     | 86, 862                | 84 km    | La route suit la côte Ouest de Senja. Elle rejoint la Route National Touristique Andøya via un ferry, ce qui offre une alternative à la E6. La route traverse plusieurs villages de pêcheurs. | [ 15 ] |
|       | Sognefjellsvegen        | Lom–Gaupne                                              | Oppland, Sogn og Fjordane | 55                     | 108 km   | Le col de Sognefjellet est situé à 1 434 m au-dessus du niveau de la mer et est le plus haut col d'Europe du Nord. Il est seulement ouvert en été, en mai les congères sur le bord de la route peuvent atteindre 10 m de haut. La route offre des vues sur des lacs de montagne vert émeraude, des glaciers et des pics. Elle permet un accès au Parc National de Jotunheimen et au Parc National de Jostedalsbreen. | [ 16 ] |
|       | Valdresflye             | Garli–Besstrond                                         | Oppland                   | 51                     | 37 km    | Valdresflye est un plateau montagneux où la route atteint 1 339 m au-dessus du niveau de la mer. Sur le plateau, la route offre des vues sur le Parc national de Jotunheimen, tandis que plus bas, la route traverse des paysages cultivés et des pâturages. | [ 17 ] |
|       | Varanger                | Varangerbotn–Hamningberg                                | Finnmark                  | E75, 341               | 160 km   | La route suit la côte Est de la Péninsule de Varanger, au bord de la Mer de Barents. Vers le Sud, la route traverse des forêts abritées de bouleaux et des marécages. Avant même de rejoindre Vadsø, le paysage devient lunaire et déchiqueté. En hiver, la côte est battue par les tempêtes, les brouillards givrants venus de la mer et la nuit polaire. En été, la brève chaleur sibérienne s'ajoute aux jours interminables. La région est riche en traditions commerciales et est un mélange de cultures russe, finnoise, norvégienne et samie. | [ 18 ] |